# یوکی سنتو
یوکی سنتو (ژاپنی: 實藤 友紀؛ زادهٔ ۱۹ ژانویهٔ ۱۹۸۹) یک بازیکن فوتبال اهل ژاپن است.
از باشگاه‌هایی که در آن بازی کرده‌است می‌توان به باشگاه فوتبال کاوازاکی فرونتال و باشگاه فوتبال آویسپا فوکوئوکا اشاره کرد.